# Musée agricole de Vantaa
Le musée agricole de Vantaa  (finnois : Vantaan maatalousmuseo) est un immeuble de bureaux de commerce situé dans le quartier de Vantaanlaakso à Vantaa en Finlande.

## Présentation
Le musée expose des objets et des informations collectés dans le territoire appelé de nos jours Vantaa.
Le musée appartient à l'association "Helsinge Lantmannagille r.f. Vanda", fondée en 1882.
Le musée est bilingue,,.
Le musée est ouvert pendant la saison estivale (du 2 mai au 30 septembre) le dimanche de 10 h à 16 h, ou sur rendez-vous à d'autres moments.
Le musée dispose de deux bâtiments appelés Emil (ouvert en 2006) et Maiju, et ceux-ci ont des salles de réunion pouvant accueillir environ 50 et 100 personnes.
Les locaux sont loués pour les réunions et les fêtes.
Des concerts à petite échelle et des événements publics ont également été organisés dans les locaux du musée.

## Galerie

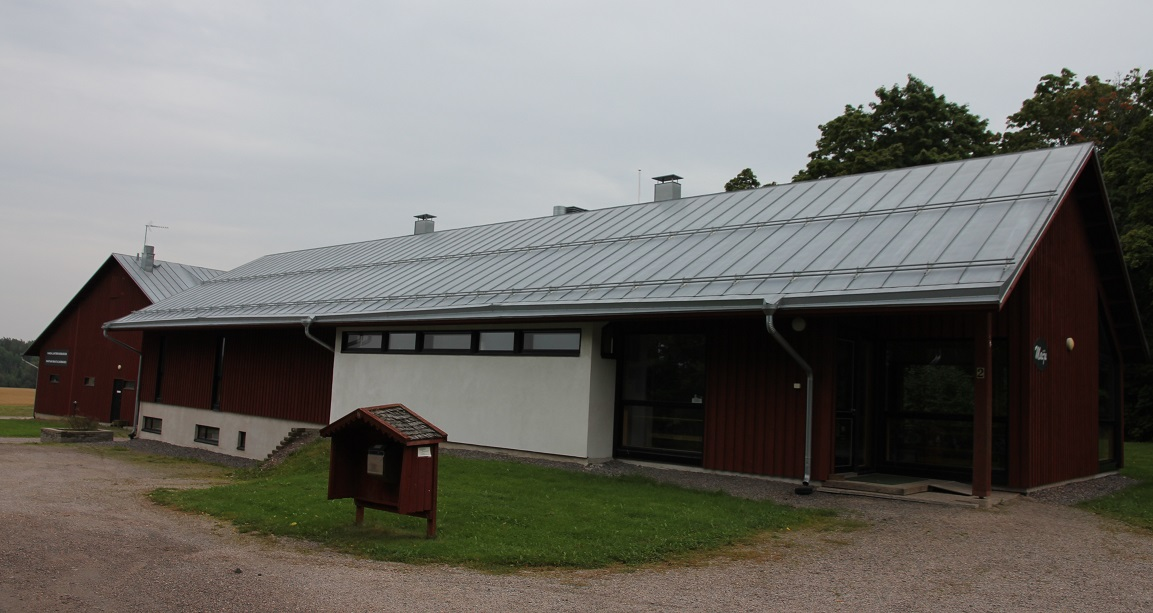
Bâtiment Maiju.